# Lala (Assam)
Lala è una suddivisione dell'India, classificata come town committee, di 10.345 abitanti, situata nel distretto di Hailakandi, nello stato federato dell'Assam. In base al numero di abitanti la città rientra nella classe IV (da 10.000 a 19.999 persone).

## Geografia fisica
La città è situata a 24° 33' 0 N e 92° 35' 60 E e ha un'altitudine di 23 m s.l.m..

## Società

### Evoluzione demografica
Al censimento del 2001 la popolazione di Lala assommava a 10.345 persone, delle quali 5.213 maschi e 5.132 femmine. I bambini di età inferiore o uguale ai sei anni assommavano a 1.178, dei quali 617 maschi e 561 femmine. Infine, coloro che erano in grado di saper almeno leggere e scrivere erano 8.354, dei quali 4.356 maschi e 3.998 femmine.